# Трогон білохвостий
Трогон білохвостий (Trogon chionurus) — вид птахів родини трогонових (Trogonidae).

## Поширення
Вид поширений в Панамі, на заході Колумбії та Еквадору. Мешкає у тропічний і субтропічних вологих лісах.